# Глайхен
Глайхен (на немски: Gleichen) е община в окръг Гьотинген в провинция Долна Саксония, Германия, с 8984 жители (31 декември 2015). Намира се на 10 km югоизточно от град Гьотинген.
Общината е образувана на 1 януари 1973 г.